# Ole Paustian
Ole Paustian (født 8. juni 1937 på Frederiksberg, Danmark) er en dansk tidligere roer og erhvervsmand.
Paustian var med i den danske firer med styrmand, der deltog ved OL 1964 i Tokyo. Niels Nielsen, Poul Erik Nielsen, Tom Hinsby og styrmand Bent Larsen udgjorde resten af besætningen. Danskerne sluttede på en samlet 11. plads i konkurrencen, hvor 16 både deltog.
Paustian gjorde senere i livet karriere som erhvervsmand, og grundlagde møbelkæden Paustian, der har hjemme i Paustians Hus i Københavns Nordhavn.